# Denis Antoine

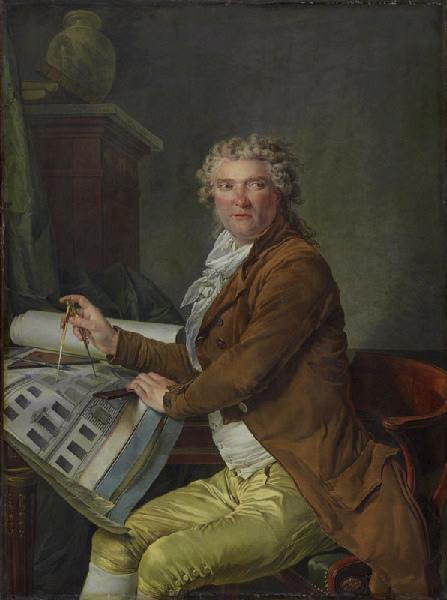
Denis Antoine, gemalt von Louis-Roland Trinquesse

Jacques Denis Antoine (* 6. August 1733 in Paris; † 24. August 1801 ebenda) war ein französischer Architekt und Stadtplaner.

## Leben
Antoine war der Sohn des Ebenisten Jean Baptiste Antoine (1705–1772) und dessen Ehefrau Louise Denise Pinel († 1776). Sein jüngerer Bruder war der spätere Bildhauer Jean Denis Antoine (1735–1802). Seine Nichte heiratete den Architekten François Soufflot (1750–1801), einen Neffen des Architekten Jacques-Germain Soufflot.

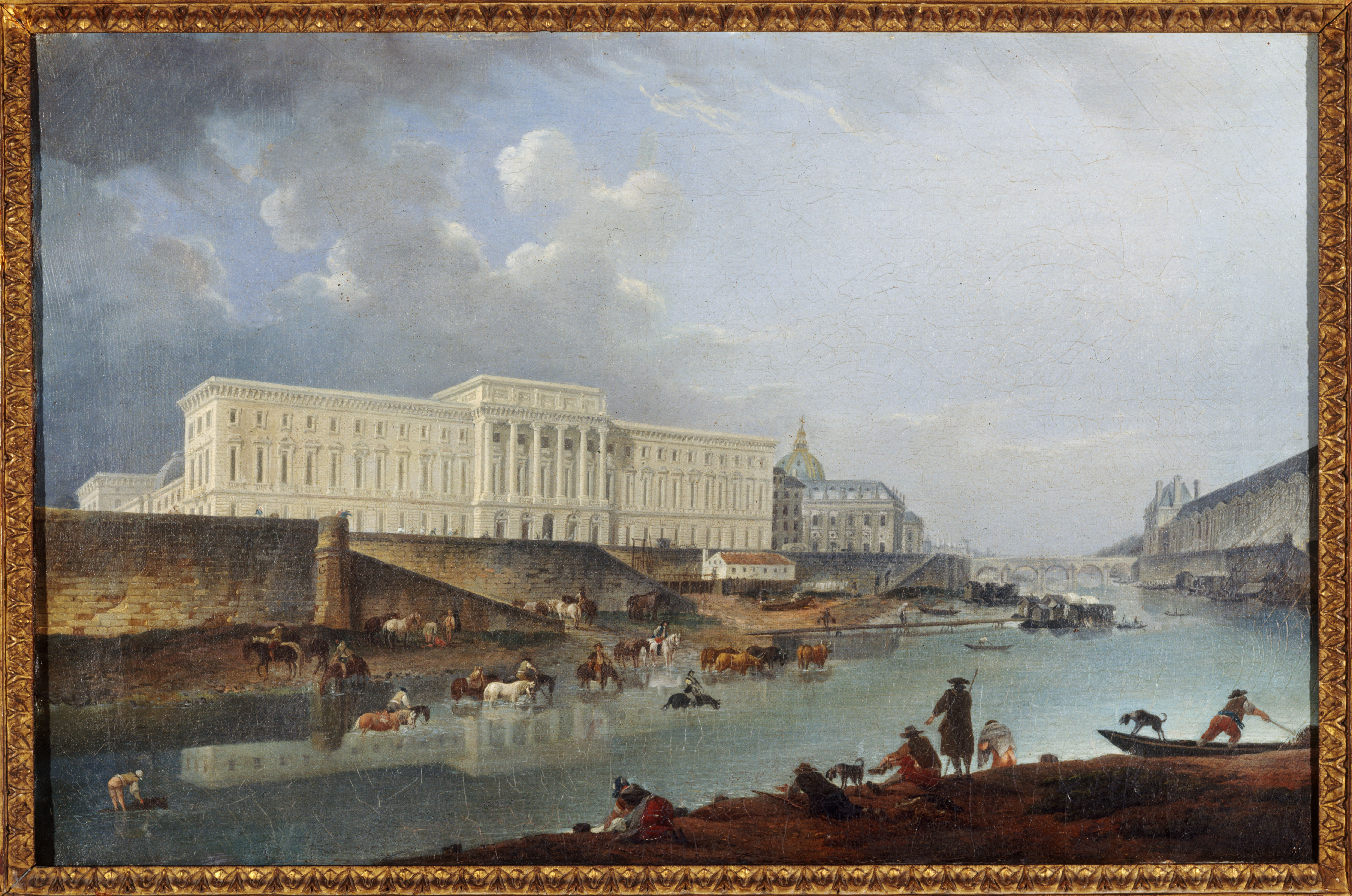
Hôtel de la Monnaie am Quai de Conti in Paris, 1777 gemalt von Pierre-Antoine Demachy (1723–1807)

Antoine studierte bei einem unbekannten Architekten und bildete sich baupraktisch und autodidaktisch fort. Dabei rezipierte er insbesondere den altrömischen Architekturtheoretiker Vitruv und dessen Prinzipien der Architektur, allem voran dessen Lehre von der Proportion. Antoine arbeitete sogar als Mauer, ehe er 1760 in der Lage war, ein Bauunternehmen zu erwerben. Ab etwa 1760 trat er durch Architekturvorhaben in Erscheinung. Einen Durchbruch errang er 1765, als er beim Projekt des Pariser Hôtel de la Monnaie arrivierten Architekten wie Étienne-Louis Boullée und François Dominique Barreau de Chefdeville (1725–1765) vorgezogen wurde. Sein Entwurf für das in den Jahren 1771 bis 1775 entstandene, vielbewunderte Bauwerk des Frühklassizismus und das Hôtel de Fleury, das er 1772 fertiggestellt hatte, eröffneten ihm 1776 den Eintritt in die angesehene Académie royale d’architecture.
Als 1776 das Palais de Justice einem Brand zum Opfer gefallen war, mischte er sich mit dem Vorschlag, bestimmte Teile zu rekonstruieren, erfolgreich in die Debatte um dessen Wiederaufbau ein. Von 1775 bis 1777 projektierte er das Hôtel de Jaucourt. Anschließend unternahm er mit seinem Freund, dem Architekten und Stadtplaner Charles de Wailly, eine Grand Tour nach Italien. Er bereiste Turin, Stresa, Cremona, Vincenca, Verona, Venedig, Rimini, Loreto und Spoleto, ehe sie am 9. Januar 1778 Rom erreichten. Antoine verfasste einen Reisebericht, der nicht nur auf wichtige Gebäude, sondern auch auf viele Skulpturen und Gemälde hinweist.
Zurückgekehrt aus Italien, entwarf er in den Jahren 1780 bis 1783 die Chapelle de la Visitation in Nancy, eine kuppelbedeckte Rotunde mit einem Frontgiebel auf ionischen Säulen. 1781 war er für das Hôpital de la Charité tätig, wo er bei einem griechischen Portikus die „archaische Ordnung“ von Paestum zur Anwendung brachte. 1782 entwarf er für Friedrich III. zu Salm-Kyrburg eine Sommerresidenz für dessen Schwester Amalie Zephyrine, das Schloss Amalienlust, im folgenden Jahr einen Palast für Carlos Fitz-James Stuart, 4. Duke of Berwick, 4. Duque de Liria y Jérica (1752–1787) in Madrid. 1787 wurde er Nachfolger des Architekten Claude-Nicolas Ledoux in der Leitung der Arbeiten für die Pariser Zollgebäude („Barrières des Fermiers Généraux“). In den Jahren 1787 bis 1795 war er außerdem für mehrere Projekte in der Stadt Bern engagiert. Der Deutschseckelmeister Karl Albrecht von Frisching berief ihn 1787 dorthin, um Entwürfe für ein neues Rathaus und eine Münze zu entwickeln. 1790 lieferte er Pläne für den Umbau des Marktplatzes von Karlsruhe.

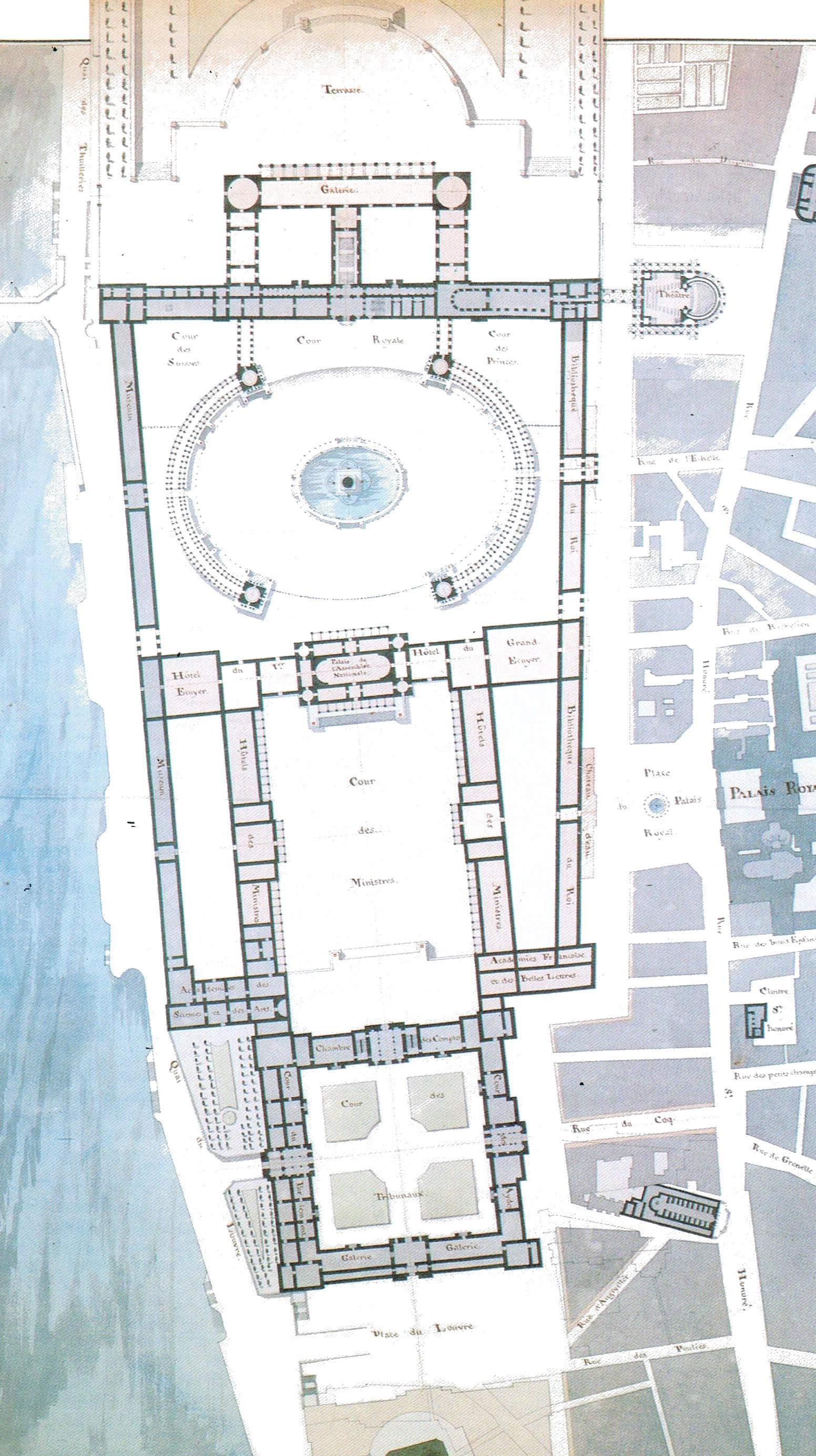
Plan du projet de réunion du Louvre et des Tuileries, 1790

Als Stadtplaner zog Antoine 1790, auf dem Höhepunkt der Französischen Revolution, die Aufmerksamkeit auf sich, indem er einen Plan für die Verbindung von Palais des Tuileries mit dem Palais du Louvre unterbreitete, ein ambitioniertes Projekt, das seinerzeit bereits an der Finanzkrise der Revolutionszeit scheiterte.
Während der Terrorherrschaft, im Dezember 1793, verbrachte Antoine eine Weile in einem Pariser Gefängnis, weil er beschuldigt worden war, am Hôtel des Monnaies einen Tunnel zur Seine gegraben zu haben, um englischen Agenten den Raub französischer Goldreserven zu ermöglichen. Freigesprochen von diesen erfundenen Anschuldigungen, zog er sich auf sein Anwesen in Petit Cîteaux in der Touraine zurück.
1799 wurde Antoine in die Académie des Beaux-Arts aufgenommen.